# Convergencia uniforme

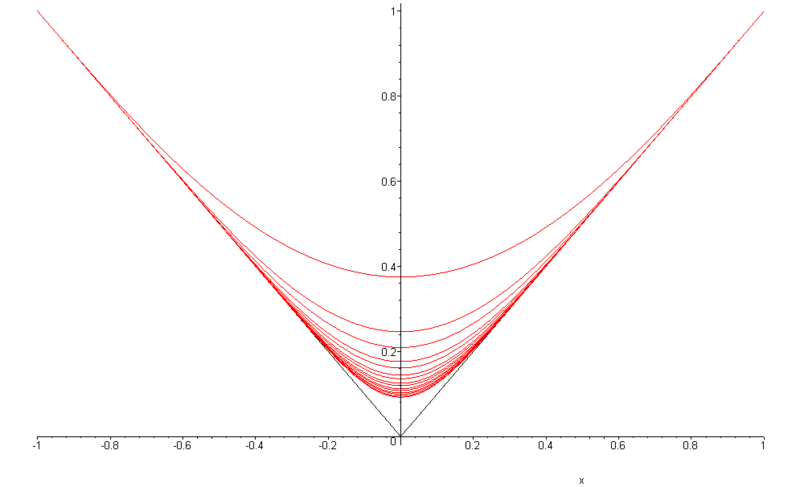
Sucesión de funciones convergentes uniformemente hacia la función valor absoluto.

En la rama de las matemáticas del análisis, la convergencia uniforme es una manera en la que pueden converger las sucesiones de funciones. Se suele definir en contraste con la convergencia puntual, otro tipo de convergencia de funciones, más débil que la convergencia uniforme (en el sentido de que toda sucesión que converge uniformemente también lo hace puntualmente, pero no al revés).
Concretamente, si {\displaystyle (f_{n})_{n\in \mathbb {N} }} es una sucesión de funciones definidas de un cierto conjunto {\displaystyle E} hacia los números reales, se dice que {\displaystyle (f_{n})} converge puntualmente hacia una función {\displaystyle f\colon E\rightarrow \mathbb {R} } si en cada punto {\displaystyle x\in E}, la sucesión de números reales formada por evaluar cada {\displaystyle f_{n}} en {\displaystyle x}, esto es, {\displaystyle (f_{n}(x))_{n\in \mathbb {N} }}, converge hacia {\displaystyle f(x)}. Nótese que en este caso la "velocidad" a la que cada {\displaystyle (f_{n}(x))_{n}} converge hacia {\displaystyle f(x)} puede variar dependiendo del {\displaystyle x} donde se evalúe. Formalmente, esto se expresa diciendo que, para cada {\displaystyle x\in E}, para cualquier {\displaystyle \varepsilon >0}, se puede encontrar un {\displaystyle N=N(\varepsilon ,x)\in \mathbb {N} } suficientemente grande (que puede depender tanto de {\displaystyle \varepsilon } como de {\displaystyle x}) de forma que siempre que {\displaystyle n\geq N} se tenga que {\displaystyle \vert f_{n}(x)-f(x)\vert \leq \varepsilon }.

Una sucesión de funciones converge hacia la función cuando, para cualquier arbitrariamente pequeño, hay un índice tal que la gráfica de está dentro del tubo de grosor alrededor de la gráfica de siempre que.

En contraste, diremos que {\displaystyle (f_{n})} converge uniformemente hacia {\displaystyle f\colon E\rightarrow \mathbb {R} } si el mismo {\displaystyle N} se puede tomar para todo {\displaystyle x\in E} (esto es, {\displaystyle N=N(\varepsilon )}). Informalmente, la "velocidad" a la que las funciones {\displaystyle f_{n}} se acercan hacia {\displaystyle f} es uniforme en todo {\displaystyle E}; no puede haber puntos para los que la convergencia sea arbitrariamente más lenta que para otros. Gráficamente, si la sucesión {\displaystyle (f_{n})} converge uniformemente hacia {\displaystyle f}, entonces para cualquier {\displaystyle \varepsilon >0} se puede encontrar un {\displaystyle N} suficientemente grande de forma que las gráficas de todas las funciones {\displaystyle \{f_{N},f_{N+1},f_{N+2},\dots \}} distan de la gráfica de {\displaystyle f} menos que {\displaystyle \varepsilon } en todos sus puntos: están dentro de un "tubo" de grosor {\displaystyle 2\varepsilon } alrededor de la gráfica de {\displaystyle f}, como se ilustra en la imagen de la derecha.
La diferencia entre la convergencia uniforme y la puntual no se apreció plenamente en los principios de la historia del cálculo, lo que dio lugar a razonamientos erróneos. El concepto de convergencia uniforme fue formalizado por primera vez por Karl Weierstraß. La importancia de la convergencia uniforme está en que varias propiedades de las funciones {\displaystyle f_{n}}, como la continuidad, la integrabilidad de Riemann y, con hipótesis adicionales, la diferenciabilidad, se heredan en el límite {\displaystyle f} cuando la convergencia es uniforme, pero no necesariamente cuando es sólo puntual.

## Historia
En 1821, Augustin Louis Cauchy publicó una demostración de que la suma convergente de funciones continuas siempre era continua, de lo que Niels Henrik Abel encontró contraejemplos en 1826 en el contexto de las series de Fourier, argumentando que la demostración de Cauchy debía ser errónea. No existían en ese momento definiciones completamente estándares de convergencia, y Cauchy la manejaba usando métodos infinitesimales. En lenguaje moderno, lo que Cauchy demostró fue que una sucesión uniformemente convergente de funciones continuas tiene límite continuo. Los contraejemplos, sin embargo, sólo convergían puntualmente, lo que ilustra la importancia de distinguir los dos tipos de convergencia de sucesiones de funciones.
El término convergencia uniforme fue usado por primera vez probablemente por Christoph Gudermann en 1838 en un ensayo sobre funciones elípticas, donde usó la frase "convergencia de manera uniforme" cuando el "modo de convergencia" de una serie {\textstyle \sum _{n=1}^{\infty }f_{n}(x,\phi ,\psi )} era independiente de las variables {\displaystyle \phi } y {\displaystyle \psi }. Aunque pensaba que era un "hecho destacable" que una serie convergiera de esta manera, no dio una definición formal ni usó la propiedad en ninguna de sus demostraciones.
Más adelante, un alumno de Gundermann, Karl Weierstraß, que asistió a su curso sobre funciones elípticas durante los años 1839-1840, acuñó el término gleichmäßig konvergent (alemán para uniformemente convergente), que usó en 1841 en su ensayo Zur Theorie der Potenzreihen, que se publicó en 1894. De manera independiente, Philipp Ludwig von Seidely George Gabriel Stokes desarrollaron conceptos similares. Godfrey Harold Hardy comparó las tres definiciones en su ensayo Sir George Stokes and the concept of uniform convergence, donde afirmó que "el descubrimiento de Weierstraß fue el primero, y sólo él se dio cuenta plenamente de su trascendental importancia como una de las ideas fundamentales del análisis".
Bajo la influencia de Weierstraß y de Bernhard Riemann este concepto y otras cuestiones relacionadas fueron estudiadas intensamente a finales del siglo XIX por Hermann Hankel, Paul du Bois-Reymond, Ulisse Dini y Cesare Arzelà entre otros.

## Definición
Definimos primero el concepto para funciones de un conjunto a los números reales, aunque el espacio de llegada se puede sustituir por cualquier espacio métrico sustituyendo en todas partes las expresiones de la forma {\displaystyle \vert f_{n}(x)-f(x)\vert } por {\displaystyle d(f_{n}(x),f(x))}.
Así pues, supongamos que {\displaystyle E} es un conjunto cualquiera y {\displaystyle (f_{n})_{n\in \mathbb {N} }} es una sucesión de funciones de {\displaystyle E} a {\displaystyle \mathbb {R} }. Decimos que {\displaystyle (f_{n})_{n\in \mathbb {N} }} es uniformemente convergente en {\displaystyle E}, con límite {\displaystyle f\colon E\rightarrow \mathbb {R} } si para cada {\displaystyle \varepsilon >0} existe un número natural {\displaystyle N} tal que para todo {\displaystyle n\geq N} y para todo {\displaystyle x\in E}
{\displaystyle \vert f_{n}(x)-f(x)\vert \leq \varepsilon }.
La notación para la convergencia de {\displaystyle f_{n}} hacia {\displaystyle f} no está estandarizada y varios autores han usado distintos símbolos para denotarla, incluyendo (aproximadamente en orden decreciente de popularidad) los siguientes:
{\displaystyle f_{n}\rightrightarrows f,\quad {\underset {n\to \infty }{\mathrm {unif\ lim} }}f_{n}=f,\quad f_{n}{\overset {\mathrm {unif.} }{\longrightarrow }}f,\quad f=\mathrm {u} \!\!-\!\!\!\lim _{n\to \infty }f_{n}.}
A menudo no se usa ningún símbolo y se escribe simplemente
{\displaystyle f_{n}\to f} uniformemente
para indicar la convergencia uniforme (en contraste con {\displaystyle f_{n}\to f}, que significaría convergencia puntual: para cada {\displaystyle x\in E}, {\displaystyle f_{n}(x)\to f(x)} cuando {\displaystyle n\to \infty }).

### Observaciones
Intuitivamente, una sucesión {\displaystyle (f_{n})_{n\in \mathbb {N} }} converge uniformemente hacia {\displaystyle f} si, dado cualquier {\displaystyle \varepsilon >0}, arbitrariamente pequeño, se puede encontrar un {\displaystyle N\in \mathbb {N} } de manera que todas las funciones {\displaystyle f_{n}} con {\displaystyle n\geq N} caen dentro de un tubo de "grosor" {\displaystyle 2\varepsilon } centrado en {\displaystyle f} (es decir, entre {\displaystyle f(x)-\varepsilon } y {\displaystyle f(x)+\varepsilon }) en todo el dominio {\displaystyle E} de la función.
Nótese que intercambiar el orden de los cuantificadores en la definición de convergencia uniforme, moviendo "para todo {\displaystyle x\in E}" delante de "existe un número natural {\displaystyle N}", se obtiene la definición de la convergencia puntual de la sucesión. Para explicitar la diferencia, en el caso de la convergencia uniforme {\displaystyle N=N(\varepsilon )} sólo puede depender de {\displaystyle \varepsilon }, mientras que para la convergencia puntual {\displaystyle N=N(\varepsilon ,x)} también puede depender de {\displaystyle x}. Así pues, la convergencia uniforme implica trivialmente la convergencia puntual, pero el recíproco no es cierto, como muestran los ejemplos de las secciones siguientes.

## Criterio de Cauchy uniforme
Supongamos que el espacio métrico de llegada de la sucesión de funciones es completo (este es el caso de los espacios métricos más comunes, como los recta real dotada de la distancia inducida por el valor absoluto, cualquier {\displaystyle \mathbb {R} ^{n}} en general dotado de la distancia euclídea o, más en general, cualquier espacio de Banach).
En este caso, la convergencia uniforme es equivalente a la siguiente condición, que se conoce como criterio de Cauchy uniforme:
{\displaystyle \forall \varepsilon >0\quad \exists N\in \mathbb {N} \quad \forall n,m\in \mathbb {N} \quad n,m\geq N\Rightarrow \forall x\in E\quad d(f_{n}(x),f_{m}(x))\leq \varepsilon }.
También se dice que la sucesión {\displaystyle (f_{n})_{n\in \mathbb {N} }} es uniformemente de Cauchy, pues la condición dada es la definición de sucesión de Cauchy con la diferencia de que el {\displaystyle N} elegido no puede depender del punto {\displaystyle x\in E} considerado (es decir, la elección de {\displaystyle N} es "uniforme" en todo {\displaystyle E}).
La utilidad de este criterio, igual que en el caso de las sucesiones de Cauchy, es que nos permite saber cuándo una sucesión es uniformemente convergente sin saber de antemano a qué función {\displaystyle f} converge uniformemente: la definición de convergencia uniforme supone conocido el límite, mientras que esta caracterización no.
| Demostración |
| Supongamos que el criterio se satisface. Para cada {\displaystyle x\in E}, la sucesión {\displaystyle (f_{n}(x))_{n\in \mathbb {N} }} es de Cauchy, por lo que, al ser el espacio de llegada completo, es convergente. Sea {\displaystyle f(x)} su límite. Fijamos {\displaystyle \varepsilon >0}. Por hipótesis, tenemos que existe {\displaystyle N\in \mathbb {N} } tal que {\displaystyle \forall n,m\geq N\quad \forall x\in E\quad d(f_{n}(x),f_{m}(x))\leq \varepsilon } Para {\displaystyle n} y {\displaystyle x\in E} fijos tenemos que {\displaystyle \forall m\geq N\quad d(f_{n}(x),f_{m}(x))\leq \varepsilon } Haciendo {\displaystyle m} tender a infinito obtenemos que {\displaystyle d(f_{n}(x),f(x))\leq \varepsilon } Como esto vale para todo {\displaystyle n\geq N} y todo {\displaystyle x\in E} queda demostrada la convergencia uniforme. Recíprocamente, supongamos que la sucesión es uniformemente convergente hacia una cierta función {\displaystyle f}: {\displaystyle \forall \varepsilon >0\quad \exists N\in \mathbb {N} \quad \forall n\geq N,\forall x\in E\quad d(f_{n}(x),f(x))\leq {\tfrac {\varepsilon }{2}}} Tomando {\displaystyle n,m\geq N} y {\displaystyle x\in E} cualesquiera tenemos por desigualdad triangular que {\displaystyle d(f_{n}(x),f_{m}(x))\leq d(f_{n}(x),f(x))+d(f(x),f_{m}(x))\leq {\tfrac {\varepsilon }{2}}+{\tfrac {\varepsilon }{2}}=\varepsilon }, lo que muestra que la sucesión es uniformemente de Cauchy.{\displaystyle \quad \square } |

## Propiedades

### Convergencia uniforme y continuidad

Ejemplo: el límite puntual (en rojo) de las funciones continuas (en verde) no es continuo, por lo que la convergencia no es uniforme.

Se tiene el siguiente resultado fundamental (el teorema del límite uniforme):
Si {\displaystyle (f_{n})_{n\in \mathbb {N} }} es una sucesión de funciones continuas que converge uniformemente sobre {\displaystyle E} a una función {\displaystyle f}, entonces {\displaystyle f} es continua.
Por contrarrecíproco, obtenemos que si el límite de una sucesión de funciones continuas no es continuo, entonces la convergencia no puede ser uniforme.
| Demostración |
| Demostremos la continuidad en un punto {\displaystyle x_{0}\in E} dado. Fijamos {\displaystyle \varepsilon >0}. Por convergencia uniforme, existe un {\displaystyle N\in \mathbb {N} } tal que {\displaystyle \forall x\in E\quad d(f_{N}(x),f(x))\leq {\tfrac {\varepsilon }{3}}} (la convergencia uniforme nos dice que para toda {\displaystyle n\geq N} se satisface lo anterior, pero nos bastará con tomar una sola función de la sucesión, por ejemplo {\displaystyle f_{N}}, que lo cumpla). Como por hipótesis la función {\displaystyle f_{N}} es continua en {\displaystyle x_{0}\in E}, existe un abierto {\displaystyle U} que contiene el punto {\displaystyle x_{0}} tal que {\displaystyle \forall x\in U\quad d(f_{N}(x),f_{N}(x_{0}))\leq {\tfrac {\varepsilon }{3}}} Así pues, por desigualdad triangular, {\displaystyle \forall x\in U\quad d(f(x),f(x_{0}))\leq d(f(x),f_{N}(x))+d(f_{N}(x),f_{N}(x_{0}))+d(f_{N}(x_{0}),f(x_{0}))\leq \varepsilon }, lo que nos da la continuidad de {\displaystyle f}.{\displaystyle \quad \square } |

Este teorema es importante en la historia del análisis real y de Fourier, pues muchos matemáticos del siglo XVIII tenían la idea intuitiva de que una sucesión de funciones continuas siempre convergía a una función continua. La imagen de arriba muestra un contraejemplo y, de hecho, muchas más funciones no continuas podían escribirse como series de Fourier de funciones continuas. La afirmación errónea de que el límite puntual de una sucesión de funciones continuas volvía a ser continuo (originalmente enunciado en términos de series convergentes de funciones continuas) es infamemente conocido como el "teorema erróneo de Cauchy". El teorema del límite uniforme muestra que una forma de convergencia más fuerte, la convergencia uniforme, basta para preservar la continuidad en el límite.

### Convergencia uniforme e integrabilidad
A menudo es deseable, al hacer cálculos, poder intercambiar un límite y una integral. Para la integral de Riemann, esto se puede hacer siempre y cuando la convergencia sea uniforme y el dominio de las funciones un intervalo compacto:
Si {\displaystyle (f_{n})_{n\in \mathbb {N} }} es una sucesión de funciones integrables Riemann definidas en un intervalo compacto {\displaystyle I} que converge uniformemente hacia una función {\displaystyle f}, entonces {\displaystyle f} también es integrable Riemann y su integral se puede calcular intercambiando el límite con la integral:

{\displaystyle \int _{I}\lim _{n\to \infty }f_{n}(x)\mathrm {d} x=\lim _{n\to \infty }\int _{I}f_{n}(x)\mathrm {d} x}
| Demostración |
| Para demostrar la integrabilidad de Riemann de la función {\displaystyle f} vamos a demostrar que es integrable Darboux, que es equivalente a que sea integrable Riemann, como se afirma en ese artículo. Usaremos para ello el criterio de integrabilidad de Riemann: {\displaystyle f} es integrable Darboux (Riemann) sobre un intervalo compacto {\displaystyle [a,b]} si y sólo si para todo {\displaystyle \varepsilon >0} existe una partición {\displaystyle P_{\varepsilon }} tal que {\displaystyle U(f,P_{\varepsilon })-L(f,P_{\varepsilon })\leq \varepsilon }, donde {\displaystyle L(f,P)=\sum _{i=1}^{n}(x_{i}-x_{i-1})\inf _{x\in [x_{i-1},x_{i}]}\{f(x)\}} y {\displaystyle U(f,P)=\sum _{i=1}^{n}(x_{i}-x_{i-1})\sup _{x\in [x_{i-1},x_{i}]}\{f(x)\}} (con {\displaystyle P=\{x_{0}=a,x_{1},\dots ,x_{n}=b\}}) representan la suma inferior (lower) y superior (upper) de {\displaystyle f} respecto de la partición {\displaystyle P}. En todo lo que sigue fijamos {\displaystyle I=[a,b]}. Fijamos {\displaystyle \varepsilon >0} y vamos a construir la partición {\displaystyle P_{\varepsilon }} para demostrar que {\displaystyle f} es integrable Riemann. Por un lado, como {\displaystyle f_{n}} converge uniformemente hacia {\displaystyle f}, existe un {\displaystyle N\in \mathbb {N} } tal que {\displaystyle \vert f_{n}(x)-f(x)\vert \leq {\frac {\varepsilon }{3(b-a)}}\quad }siempre que {\displaystyle n\geq N} y para todo {\displaystyle x\in [a,b]}. La anterior desigualdad se puede reescribir como {\displaystyle f_{n}(x)-{\frac {\varepsilon }{3(b-a)}}\leq f(x)\leq f_{n}(x)+{\frac {\varepsilon }{3(b-a)}}\quad \forall n\geq N,\forall x\in [a,b]}. Por otro lado, como cada {\displaystyle f_{n}} sí que es integrable Riemann, tomamos en particular {\displaystyle f_{N}} y tenemos que existe una partición {\displaystyle P_{\varepsilon }} tal que {\displaystyle U(f_{N},P_{\varepsilon })-L(f,P_{\varepsilon })\leq {\frac {\varepsilon }{3}}}. Ahora podemos calcular, usando las desigualdades de arriba, que la suma superior es monótona y lineal respecto de la función y que la suma superior de una constante es (usando la fórmula dada arriba) esa constante por la longitud del intervalo: {\displaystyle U(f,P_{\varepsilon })\leq U\left(f_{N}+{\frac {\varepsilon }{3(b-a)}},P_{\varepsilon }\right)\leq U(f_{N},P_{\varepsilon })+U\left({\frac {\varepsilon }{3(b-a)}},P_{\varepsilon }\right)=U(f_{N},P_{\varepsilon })+{\frac {\varepsilon }{3(b-a)}}(b-a)=U(f_{N},P_{\varepsilon })+{\frac {\varepsilon }{3}}} Procediendo análogamente, {\displaystyle L(f,P_{\varepsilon })\geq L(f_{N},P_{\varepsilon })-{\frac {\varepsilon }{3}}}. Por tanto, por la integrabilidad de Riemann de {\displaystyle f_{N}}, {\displaystyle U(f,P_{\varepsilon })-L(f,P_{\varepsilon })\leq S(f_{N},P_{\varepsilon })+{\frac {\varepsilon }{3}}-L(f_{N},P_{\varepsilon })+{\frac {\varepsilon }{3}}\leq \varepsilon }, lo que nos da la integrabilidad de Riemann de {\displaystyle f}. Para ver que podemos intercambiar el límite con la integral tenemos que ver que {\displaystyle \lim _{n}\int _{a}^{b}f_{n}=\int _{a}^{b}f}. Para demostrar este límite, fijamos cualquier {\displaystyle \varepsilon >0} y vamos a encontrar un {\displaystyle N\in \mathbb {N} } tal que para todo {\displaystyle n\geq N} se tenga que {\displaystyle \left\vert \int _{a}^{b}f-\int _{a}^{b}f_{n}\right\vert \leq \varepsilon } Como {\displaystyle f_{n}} converge hacia {\displaystyle f} uniformemente, existe un {\displaystyle N} tal que siempre que {\displaystyle n\geq N} se tiene que {\displaystyle \vert f(x)-f_{n}(x)\vert \leq {\frac {\varepsilon }{b-a}}} para todo {\displaystyle x\in [a,b]}. Así pues, basta calcular. Si {\displaystyle n\geq N}, entonces {\displaystyle \left\vert \int _{a}^{b}f(x)\mathrm {d} x-\int _{a}^{b}f_{n}(x)\mathrm {d} x\right\vert =\left\vert \int _{a}^{b}(f(x)-f_{n}(x))\mathrm {d} x\right\vert \leq \int _{a}^{b}\vert f(x)-f_{n}(x)\vert \mathrm {d} x\leq \int _{a}^{b}{\frac {\varepsilon }{b-a}}\mathrm {d} x=\varepsilon }. Con esto concluimos que podemos intercambiar el límite con la integral, como queríamos. {\displaystyle \quad \square } |

En este sentido hay teoremas mucho más fuertes, como el teorema de la convergencia monótona y el teorema de la convergencia dominada, que requieren sólo convergencia puntual, pero requieren abandonar la integral de Riemann y usar en su lugar la integral de Lebesgue.